# Bill Charlap
William Morrison Charlap, dit Bill Charlap, est un pianiste de jazz américain né le 15 octobre 1966 à New York.
Il vient d'une famille de musiciens.  Sa mère, Sandy Stewart, est une chanteuse, et son père, Morrison « Moose » Charlap, était un compositeur de Broadway.  Charlap et sa mère ont enregistré un album en duo : Love Is Here To Stay.  Il a enregistré six disques en leader pour Blue Note, y compris deux disques nommés pour les Grammy Awards : Somewhere et Live At The Village Vanguard.
Il commence le piano à l'âge de trois ans.  Il étudie le piano classique par la suite, mais son intérêt principal reste le jazz.  Il a travaillé avec Gerry Mulligan, Benny Carter, Tony Bennett entre autres.  En 1995 il rejoint le quintet de Phil Woods.  Depuis 1997, il a son propre trio avec le contrebassiste Peter Washington et le batteur Kenny Washington.  Il est considéré comme l'un des représentants du courant « revivaliste » du jazz actuel, et les racines de sa musique se trouvent dans le jazz des années 1940 à 1960.  Il se considère comme un compositeur moyen et préfère interpréter les standards du Great American Songbook.
Il épouse la pianiste de jazz canadienne Renee Rosnes à New York le 25 août 2007.

## Discographie

### En tant que leader
- Along with me" (1993, Chiaroscuro)

Sean Smith/Andy Eulau (cb) )

Ron Vincent (dr)
- Souvenir (1995, Criss Cross)

Scott Colley (cb)

Dennis Mackrel(dr)
- All Through the Night (1998, Criss Cross)

Peter Wasthington (cb)

Kenny Washington (dr)
- Written in the Stars (2000, Blue Note)

Peter Wasthington (cb)

Kenny Washington (dr)
- Voyage (2001)

Phil Woods (as)

Roy Hargrove (cornet)

Peter Washington (cb)

Willie Jones III (dr)
- Stardust (2002, Blue Note,

Peter Washington (cb)

Kenny Washington (dr)

Tony Bennett,Shirley Horn (chant)

Jim Hall (gt)

Frank Wess(ts)
- S'Wonderful (2002, Blue Note)

Peter Wasthington (cb)

Kenny Washington (dr)
- Somewhere: The Songs of Leonard Bernstein (2004, Blue Note)

Peter Wasthington (cb)

Kenny Washington (dr)
- Bill Charlap & Sandy Stewart: Love Is Here To Stay (2005, Blue Note)
- Plays George Gershwin: The American Soul (2005, Blue Note)

Peter Washington (cb)

Kenny Washington (dr)

Nicholas Payton (tp)

Slide Hampton (tb)

Phil Woods (as)

Frank Wess(ts)
- Live at Village Vanguard (Blue Note 2007)

Peter Wasthington (cb)

Kenny Washington (dr)
Au sein du New York Trio :
Jay Leonhart (cb)

Bill Stewart (dr)
- Blues in the Night (2001, Venus)
- The Things we did last Summer (2002, Venus)
- Love You Madly' (2003, Venus)
- Beguin the Beguine' (2005, Venus)
- Stairway to the star  (2005, Venus)
- Always (2007, Venus)
- Thou Swell (2008, Blue Note)

### Disques en duo

#### Avec Warren Vache
- 2001 : 2gether (Arbors Records)
- 2003 : Dream Dancing (Arbors Records)

#### Avec Sean Smith
- 1997 : Distant Star, Criss Cross Jazz
- 2008 : Bill Charlap & Sean Smith

#### Avec Jon Gordon
- 2008 Contrasts avec Jon Gordon

#### Avec John Frigo
- Johnny Frigo's DNA Exposed! (Arbors Records)

#### Avec Ruby Braff
- You Brought a New Kind of Love (Arbors Records)

#### Avec Phil Woods
The Great American Songbook, Volumes 1 & 2 (Kind Of Blue)